# Bordertown (ort i Australien)
Bordertown är en ort i Australien. Den ligger i kommunen Tatiara och delstaten South Australia, omkring 250 kilometer sydost om delstatshuvudstaden Adelaide. Antalet invånare är 2 583.
Trakten runt Bordertown är nära nog obefolkad, med mindre än två invånare per kvadratkilometer.. Bordertown är det största samhället i trakten.
Trakten runt Bordertown består till största delen av jordbruksmark. Genomsnittlig årsnederbörd är 518 millimeter. Den regnigaste månaden är juni, med i genomsnitt 90 mm nederbörd, och den torraste är december, med 9 mm nederbörd.